# Аксу
Вижте пояснителната страница за други значения на Аксу.
Аксу (на уйгурски: ئاقسۇ; на на китайски: 阿克苏) е град в Китай, част от легендарния Път на коприната. Населението му е 535 657 жители (2010 г.), а общата му площ е 14 668 km². Намира се в Синдзян-уйгурски автономен регион, в най-северозападната част на Китай. Икономиката е базирана на земеделието, като памукът е основна суровина. Най-високата средна температура е 17,57 °C, а най-ниската средна е 3,93 °C.